# Soter
Soter, född i Fondi, var påve från cirka 166 till cirka 174. Han vördas som helgon i Romersk-katolska kyrkan; hans minnesdag firas den 22 april, tillsammans med påven Gajus.

## Biografi
Nästan ingenting är känt om Soters liv eller pontifikat. De få uppgifter som florerar är nästan samtliga omtvistade. Catholic Encyclopedia daterar hans pontifikat till 167–175, medan Harnack daterar det till 166–174. 
Under sitt pontifikat sände Soter ett brev till kyrkan i Korinth. Svarsbrevet från Dionysios av Korinth finns återgivet hos Eusebios. Dionysios berömmer Soter för att vara ännu mer frikostig med allmosor till de fattiga "i kyrkor i alla städer" än de redan frikostiga romarna, för att han framfört trösterika ord i välsignelse till dem som sökt honom som "barn en kärleksfull fader". Soters brev lästes i församlingen den dag då Dionysios skriver sitt svar, på Herrens dag. Harnack och några fler identifierar ett av dessa brev av Soter med det så kallade andra Clemensbrevet. Andra svarsbrev från Dionysios antyder att Soter var bekymrad över dennes slappa inställning till sexuell avhållsamhet i församlingen i Korinth.
Soter förklarade att äktenskapet endast är giltigt som ett sakrament välsignat av en präst, en lära som idag inte stämmer överens med katolicismen. Han var troligen den som införde påsken som en årlig fest i Rom.
Namnet Soter kommer från grekiskans σωτήρ (sōtēr), vilket betyder frälsare, räddare.